# Werner Technau
Werner Technau (* 16. Oktober 1902 in Bonn; † 5. Oktober 1941 bei Wjasma, Sowjetunion) war ein deutscher Klassischer Archäologe.

## Leben
Werner Technau war Sohn des Apothekers Paul Technau. Er besuchte in Bonn und Offenburg die Schule. Früh entwickelte er ein Interesse für die antiken Schriftsteller. Eine zufällige Begegnung mit Ludwig Curtius sorgte für Technaus Entscheidung, Klassische Archäologie zu studieren. Seit 1920 studierte er an der Universität Heidelberg, zwei Semester führten ihn an die Ludwig-Maximilians-Universität München (LMU). Sein wichtigster akademischer Lehrer wurde Curtius. 1926 wurde er in Heidelberg mit einer Arbeit zum Thema Die klassische Figur der griechischen Kunst im fünften Jahrhundert. 1. Vasenmalerei. Beiträge zur Chronologie und Stilgeschichte der griechischen Kunst promoviert. Ans Studium schloss sich eine Studienreise nach Italien an, wo er vor allem die griechischen Vasen in den italienischen Sammlungen untersuchte. Ab Herbst 1927 war Technau als Reisestipendiat des Deutschen Archäologischen Instituts (DAI) in Griechenland unterwegs und beschäftigte sich dort vor allem mit den historischen, religiösen und praktischen Aspekten der Heiligtümer. Die Studien gipfelten in einer Arbeit zur Keramik im Heraion von Samos. Daneben hing Technau in Griechenland seinen seit der Schulzeit gehegten romantischen Träumen nach, als Bauer auf einer griechischen Insel zu leben. Eine Eigenart seines Wesens ließ ihn oftmals durch das Land wandern und auch Kontakt zur Bevölkerung suchen. Er versuchte immer, neben den archäologischen auch die kulturellen Aspekte seiner Gastgeberländer zu erfassen. Im Herbst 1929 wurde Technau für drei Jahre Assistent an der Abteilung Rom des DAI, das zu der Zeit von Ludwig Curtius geleitet wurde. 1932 kehrte er nach Deutschland zurück und ging an die Universität Freiburg, wo er sich 1933 habilitierte und zum Privatdozenten ernannt wurde. 1940 wurde er dort zum beamteten außerordentlicher Professor ernannt. Seine letzten Veranstaltungen hielt er im Sommersemester 1941 ab. Danach wurde er zum Militärdienst einberufen und fand nach wenigen Wochen den Tod an der Ostfront. Postum wurde er zum außerplanmäßigen Professor ernannt.
Technau wurde in zwei Nachrufen von Walter-Herwig Schuchhardt und Curtius gewürdigt. Curtius berichtete von Technaus Wesen, das ihm ermöglichte schnell mit anderen Menschen in Kontakt zu kommen, aber auch von einem hitzigen Wesen. Schuchhardt war Ordinarius in Freiburg und damit seit 1936 Technaus engster Kollege. Er berichtete von Technaus heiterem und aufgeschlossenem Wesen und von einem künstlerischen und idealistischen Wesen, das mit den Widersprüchen der Welt zu kämpfen hatte. Technau beschäftigte sich neben den Forschungen zu antiken Heiligtümern in besonderer Weise mit der griechischen Vasenmalerei. In der Reihe Bilder griechischer Vasen veröffentlichte er einen Band zum schwarzfigurigen Vasenmaler Exekias.

## Schriften
- Exekias, Keller, Leipzig 1936 (Bilder griechischer Vasen, Bd. 9)
- Die Kunst der Römer, Rembrandt, Berlin 1940